# Дауес
Да́уес (рос. Да́уэс, перекручене англ. Davis) — острів архіпелагу Земля Франца-Йосифа. Найвища точка острова — 10 метрів. Адміністративно відноситься до Приморського району Архангельської області Росії.

## Розташування
Розташований в південно-східній частині архіпелагу біля узбережжя острова Земля Вільчека за 3 кілометри від мису Хефера. Навколо острова Дауес розташовано ще три острови схожих розмірів, острів Дерев'яний за 200 метрів на схід і острови Острів Мак-Культа і Тілло на північний захід.

## Опис
Має витягнуту форму завдовжки трохи менше 1 кілометра. Він вільний від льоду і не має особливих височин. У східній його частині розташована скеля-останець висотою 10 метрів, на захід від неї менш високі скелі.
Названий на честь австралійського дослідника Джона Кінга Дейвіса .